# Монтичели Павезе
Монтичели Павезе (итал. Monticelli Pavese) је насеље у Италији у округу Павија, региону Ломбардија.
Према процени из 2011. у насељу је живело 458 становника. Насеље се налази на надморској висини од 52 м.

## Становништво
Према резултатима пописа становништва 2011. у општини је живело 711 становника.
| 1931. | 1936. | 1951. | 1961. | 1971. | 1981. | 1991. | 2001. | 2011. |
| ----- | ----- | ----- | ----- | ----- | ----- | ----- | ----- | ----- |
| 1.483 | 1.421 | 1.331 | 1.056 | 780   | 696   | 683   | 667   | 711   |